# Ганс Берген
Ганс Берген (нім. Hans Bergen; 5 березня 1890, Мюнхен — 17 лютого 1957, Ландсгут) — німецький офіцер, генерал-лейтенант вермахту. Кавалер Лицарського хреста Залізного хреста.

## Біографія
В 1910 році поступив на службу в 10-й піхотний полк. Учасник Першої світової війни. Після війни заснував власний фрайкор, потім поступив на службу в поліцію. В жовтні 1935 року перейшов у вермахт.
З 1 вересня 1939 року — командир 179-го піхотного полку 57-ї піхотної дивізії. Учасник Польської кампанії. 5 червня 1940 року відправлений у резерв ОКГ. З 4 червня 1941 року — командир 187-го піхотного полку. 21 листопада 1941 року знову відправлений у резерв ОКГ. З 12 січня 1942 року — заступник командира, з 12 лютого — командир 323-ї піхотної дивізії. Учасник Німецько-радянської війни. З 5 листопада 1942 року — командир 299-ї піхотної дивізії, з 3 березня 1943 року — 390-ї навчально-польової дивізії, з 20 червня 1944 року — 390-ї дивізії охорони, з 10 грудня 1944 року — 526-ї запасної дивізії. 29 березня 1945 року здався американським військам у Рурській області.

## Сім'я
Батько — художник Фріц Берген, брат — художник Клаус Берген.

## Звання
- Фанен-юнкер (1910)
- Унтерофіцер (24 грудня 1910)
- Фенрих (25 травня 1911)
- Лейтенант (28 жовтня 1912)
- Оберлейтенант (14 січня 1916)
- Гауптман (1 жовтня 1918)
- Оберлейтенант поліції (1 жовтня 1920)
- Гауптман поліції (27 червня 1929)
- Майор поліції (22 грудня 1933)
- Оберстлейтенант поліції (1 березня 1935)
- Оберстлейтенант (1 серпня 1935)
- Оберст (1 жовтня 1937)
- Генерал-майор (1 жовтня 1941)
- Генерал-лейтенант (1 жовтня 1943)

## Нагороди
- Медаль принца-регента Луїтпольда
- Залізний хрест 2-го і 1-го класу
- Орден «За заслуги» (Баварія) 4-го класу з короною і мечами
- Нагрудний знак «За поранення» в чорному
- Почесний хрест ветерана війни з мечами
- Медаль «За вислугу років у Вермахті» 4-го, 3-го, 2-го і 1-го класу (25 років) (2 жовтня 1936) — отримав 4 медалі одночасно.
- Медаль «У пам'ять 13 березня 1938 року»
- Медаль «У пам'ять 1 жовтня 1938»
- Застібка до Залізного хреста
  - 2-го класу (25 вересня 1939)
  - 1-го класу (26 листопада 1939)
- Нагрудний знак «За поранення» в сріблі (24 грудня 1940)
- Сертифікат Пошани Головнокомандувача Сухопутних військ Вермахту (№ 18; 3 липня 1941)
- Лицарський хрест Залізного хреста (9 липня 1941)
- Медаль «За зимову кампанію на Сході 1941/42» (15 серпня 1942)